# Berend Albertus Kwast
Berend Albertus Kwast (Schildwolde, 11 november 1870 – Groningen, 17 oktober 1936) was een Nederlands geograaf en uitgever. Hij is vooral bekend als redacteur van Bos-Niermeyer Schoolatlas der gehele aarde (de huidige Bosatlas).
Kwast was eerder leraar aardrijkskunde aan de Handels-H.B.S. aan de Nieuwe Sint-Jansstraat in Groningen (later onderdeel van het Röland College, dat thans gefuseerd is met het H.N. Werkman College). Ook is hij leraar geweest in Enschede en Arnhem. In deze tijd gaf hij al enkele geografische leerboeken uit.
Na het overlijden van Jan Frederik Niermeyer nam Kwast de redactie van Bos' Schoolatlas der geheele aarde over. Hij veranderde de naam in Bos-Niermeyer Schoolatlas der gehele aarde, waarschijnlijk om de atlas door de wetenschappelijke reputatie van Niermeyer meer aanzien te geven. In tegenstelling tot Niermeyer, die meer thematische aandacht wilde schenken aan de wisselwerking tussen mens en natuur, keerde Kwast terug tot meer eenduidige kaarten.
Kwast was redacteur van de 28e (1923) tot de 35e druk (1936), vanaf de 32e druk geassisteerd door Pieter Eibergen. Eibergen verzorgde ook de redactie van de latere leerboeken van B.A. Kwast.
- International Standard Name Identifier: 0000 0003 8903 9229
- Library of Congress Control Number: no2013049278
- Nationale Bibliotheek van Tsjechië: xx0305148
- Nederlandse Thesaurus van Auteursnamen: 074756427
- Virtual International Authority File: 282340888
- WorldCat: E39PBJxMgGQVBTjhQH8vY6cgKd